# Diana Sno
Diana Sno (Rotterdam, 21 augustus 1970) is een Nederlandse presentatrice en actrice. Sno is getrouwd met zanger-presentator Eric Corton.
Van 5 september 2009 tot 25 december 2010 presenteerde Sno voor de NCRV op Radio 2 in de weekendochtenden het programma SnoTime!. Daarvoor werkte Sno vooral achter de schermen bij diverse radio- en televisieproducties.

## Filmografie
- Onderweg naar Morgen - Ineke (2 afleveringen, 1996) / Andrea Rolfus (meerdere afleveringen, 1996)
- Goede tijden, slechte tijden - Mathilde Carillo (1997-2000)
- 12 steden, 13 ongelukken
- Flodder - Sascha (1998)
- De regels van Floor - schoolhoofd (2022)

## Presentatie
- Schooltv-weekjournaal (1997-2002)
- 5 in het Land (1998-2002)
- RTL Nieuws (2000-2002)
- Jij en ik (jeugdprogramma van Nederland 1)

## Radio
- SnoTime! (2009-2010)

Huidige: · Annemieke Schollaardt · Bart Arens · Carolien Borgers · Evelien de Bruijn · Corné Klijn · Daniël Lippens · Desiree van der Heiden · Dolf Jansen · Eddy Keur · Emmely de Wilt · Evert Duipmans · Jan-Willem Roodbeen · Jeroen Kijk in de Vegte · Jeroen van Inkel · Leo Blokhuis · Martine ten Klooster · Morad El Ouakili · Paul Rabbering · Ruud de Wild · Shay Kreuger ·Tannaz Hajeby · Thomas Hekker · Willemijn Veenhoven
Voormalige: Alfred van de Wege · Andrew Makkinga · Bert Haandrikman · Bert Kranenbarg · Cees van Zijtveld · Cielke Sijben · Daniël Dekker · Edwin Diergaarde · Felix Meurders · Ferry Maat · Frank du Mosch · Frits Sissing · Frits Spits · Gerard Ekdom · Giel Beelen · Gijs Staverman · Hans Schiffers · Henk van Steeg · Jan Paul Grootentraast · Jasper de Vries · Jeanne Kooijmans · Jeroen Mulder · Jetske van Staa · Jurgen van den Berg · Karel van Cooten · Kasper Kooij · Kimberley Dekker · Malou Holshuijsen · Marc Adriani · Marisa Heutink · Mart Smeets · Miranda van Holland · One'sy Muller · Peter Schuiten · Peter van Bruggen · Rick van Velthuysen · Rob Stenders · Roeland van Zeijst · Ron Stoeltie · Rutger Radstaake · Ruud Hermans · Sander de Heer · Sander Guis · Sara Kroos · Simone Walraven · Ted de Braak · Thijs Maalderink · Thomas van Vliet · Timur Perlin · Toine van Peperstraten · Tom Mulder · Will Luikinga · Yora Rienstra· Wouter van der Goes· Frank van 't Hof · Stefan Stasse  ·